# Арсена
Арсена или Асена (Ашина, тур. Asena, Aşina; кит. 阿史那: āshǐnà) — серая (голубая) волчица, с которой связан миф о происхождении тюрков-огузов.

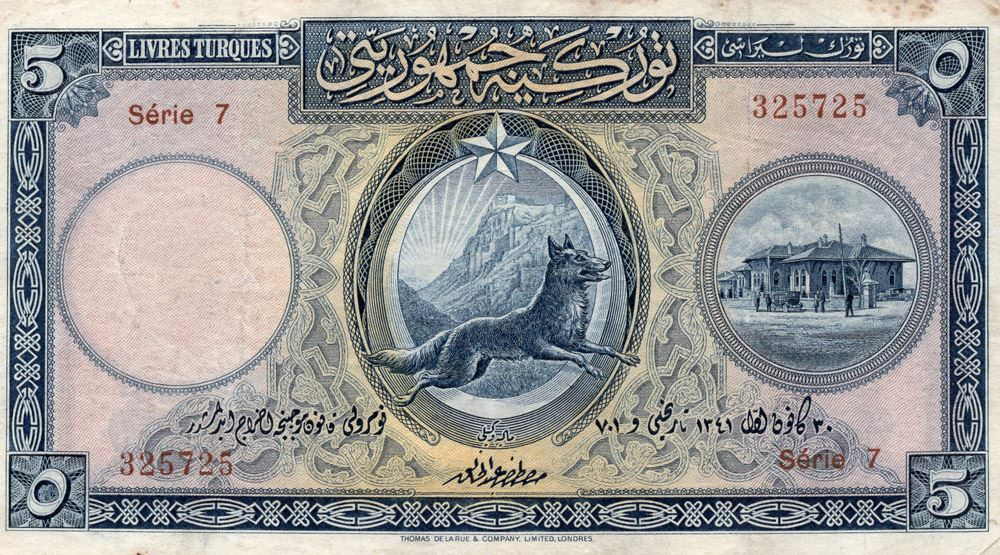
Асена на банкноте в пять лир (1927 год)

## Этимология
Правители кочевых империй тюрков (тюркских каганатов) были из рода Ашина — знатного рода, происхождение которого по традиции связывалось с рождением легендарного основоположника клана от волчицы. Все потомки волчицы носили имя Ашина, которое позже стало фамилией и от которого и было образовано имя волчицы-прародительницы — Асена.

## Легенда
Легенда об Асене повествует о мальчике-кочевнике, который выжил после столкновения с китайцами. Волчица находит раненного ребёнка и исцеляет его. По некоторым источникам, мальчик всё равно умирает, а, по некоторым, вырастает и совокупляется с волчицей. Спасаясь от врагов, беременная волчица пересекает море и прячется в пещере в Уйгурских горах, неподалёку от города, где проживали тохары. Там у неё рождаются девять сыновей, которые были наполовину волками — наполовину людьми. Их предводителем становится Ашина («благородный волк» или «небесный»/«синий волк»). Он же считается родоначальником рода Ашина, который правил древними тюрками и тюркскими кочевыми империями.
Эти первые тюрки мигрировали в Алтайский край, где были известны как искусные кузнецы, родственные скифам.

## Современность
С ростом турецкого этнического национализма в 1930-х годах возрождается почитание таких фигур тюркской мифологии как Бозкурт, Асена и Эргенекон. Изображение Асены было выгравировано на сцене личного театра первого президента Турции Мустафы Кемаля Ататюрка в его резиденции в Анкаре. Ряд источников полагает, что легенда об Асене в своём текущем виде сформировалась именно в турецкой националистической литературе в конце XIX — начале XX веков.